# Ischyrus
Ischyrus é um género de coleópteros da família Erotylidae.